# Spetsopoúla
Spetsopoúla (grec moderne : Σπετσοπούλα) est une île grecque faisant partie de l'archipel des îles Saroniques dans la mer Égée.
Il s'agit d'une île privée, d'une superficie de 1,8 km2, située au sud de l'île de Spetses dont elle est séparée par un étroit détroit.
Elle a été achetée en 1958 par l'armateur grec Stávros Niárchos pour « quelques milliers de dollars ». Il y a aménagé un port, des routes, une piste d'atterrissage et une plage artificielle.